# Damianus
Damianus († um 664) war Bischof von Rochester. Er wurde zwischen 655 und 664 zum Bischof durch Deusdedit, Bischof von Canterbury geweiht.